# Арбах
Арбах (њем. Arbach) општина је у њемачкој савезној држави Рајна-Палатинат. Једно је од 109 општинских средишта округа Вулканајфел. Према процјени из 2010. у општини је живјело 152 становника. Посједује регионалну шифру (AGS) 7233201.

## Географија
Арбах се налази у савезној држави Рајна-Палатинат у округу Вулканајфел. Општина се налази на надморској висини од 400 метара. Површина општине износи 4,4 km². У самом мјесту је, према процјени из 2010. године, живјело 152 становника. Просјечна густина становништва износи 35 становника/km².